# Massilaht
Massilaht ist ein natürlicher See in der Landgemeinde Saaremaa im Kreis Saare, auf der größten estnischen Insel Saaremaa. 990 Meter vom 8,7 Hektar großen See entfernt liegt der Ort Viltina und 520 Meter entfernt die Ostsee. Außerdem hat er eine 0,12 Hektar große Insel. Mit einer maximalen Tiefe von 50 Zentimetern ist er sehr seicht.